# Kimcshi
A kimcshi (hangul: 김치, RR: kimchi) a koreai konyhaművészet egyik legismertebb étele, a koreai étkezések elengedhetetlen része. A legfontosabb összetevő a kínai kel, a retek, a zöldhagyma és az uborka. A kimcshi (kimchi) erjesztéssel készül.
Több száz fajtája létezik és más ételek alapját is képezheti, például készítenek belőle levest (김칫국, kimcshitkuk (kimchitguk)) és sült rizses egytálételt (김치볶음밥, kimcshi pokkumbap (kimchi bokkeumbap)) is. A kimcshi (kimchi)t a világ egyik legegészségesebb ételének tartják a dietetikusok. A kimcshi (kimchi)ben kimutatták a tejsavbaktériumok egy fajtáját, melyet Lactobacillus kimchii névre kereszteltek. A kimcshi (kimchi)t hagyományosan nagy mennyiségben késő ősszel készítették télre eltenni, ezt az időszakot kimdzsang (gimjang)nak nevezik.
November 22. a kimcshi (kimchi) napja Dél-Koreában.

## Főbb összetevők
A kimcshi (kimchi) különböző változatait aszerint különböztetik meg, hogy milyen zöldségféléből készülnek, illetve hogy melyek a fűszerezésére használt legfőbb összetevők.
A szöuli kimcshi (kimchi)múzeum 187 történelmi, valamint ma is létező változatát különíti el. A készítéséhez használt leggyakoribb zöldségek a kínai kel, az újhagyma, a gyömbér, a fokhagyma és a retek. Fűszerezéséhez pedig sót, őrölt csilit, halszószt vagy garnélarákszószt használnak.

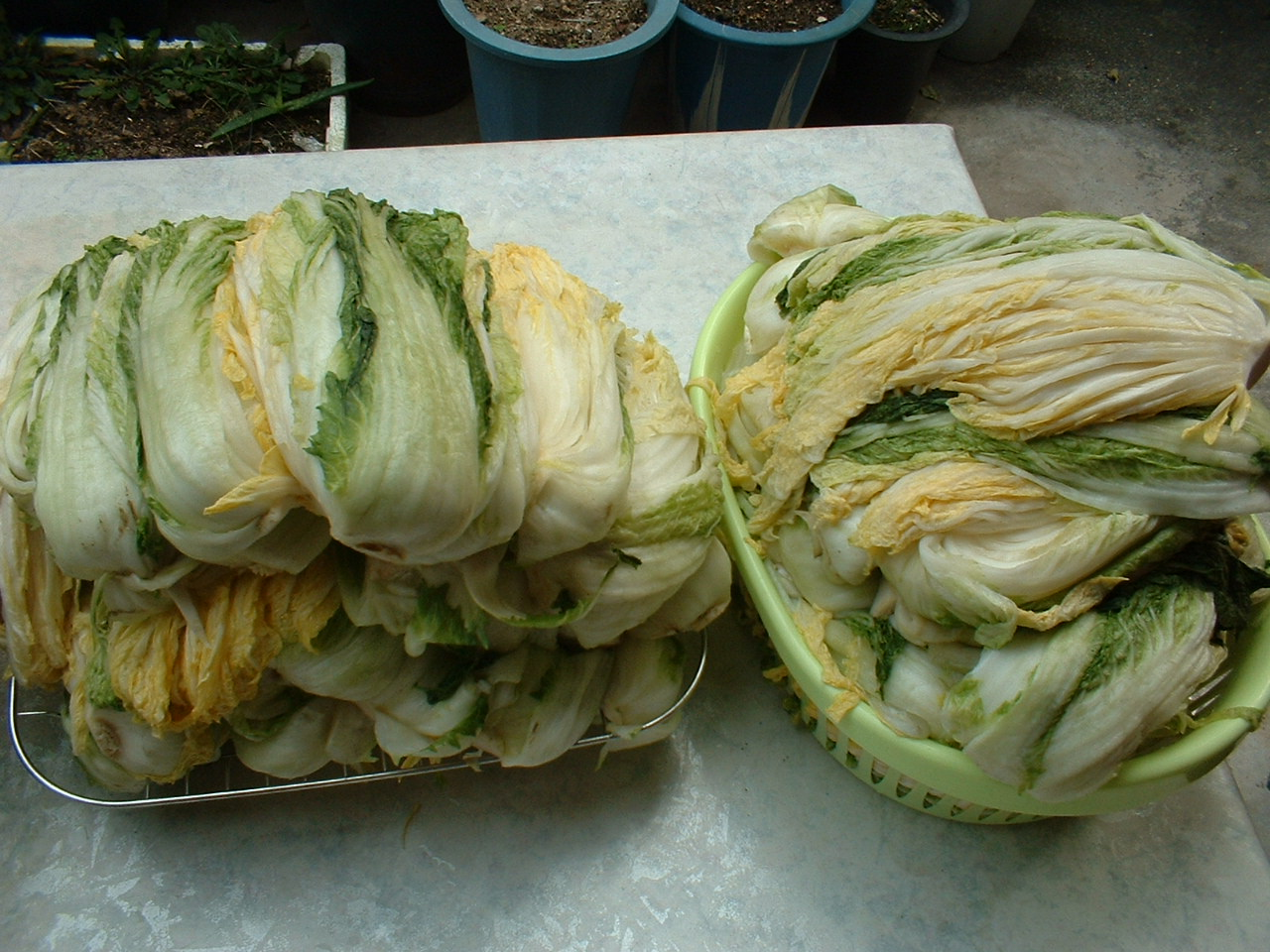
Beáztatott, sózott kínai kel
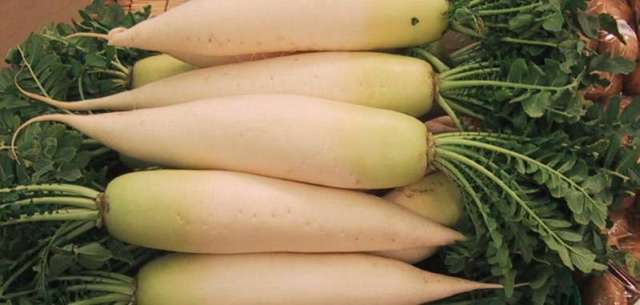
Daikonretek, amit kkaktugi (kkakdugi)hoz használnak
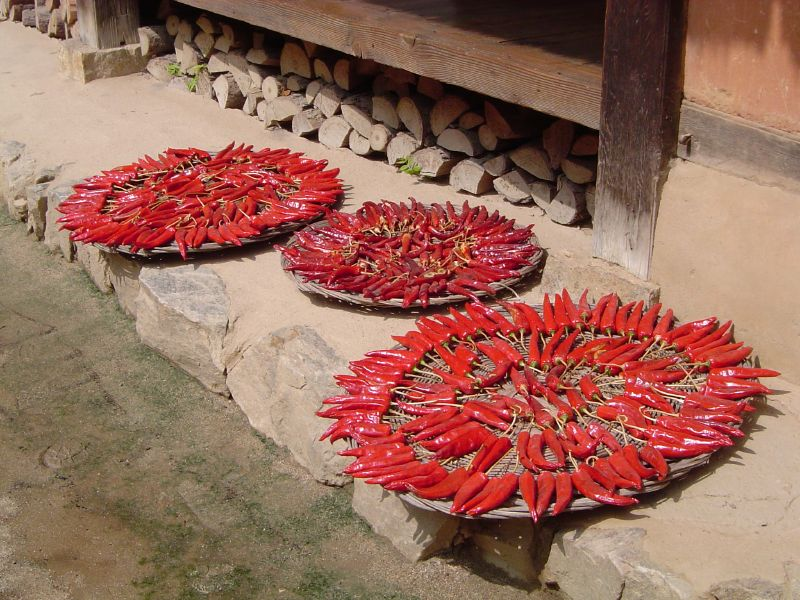
Kimcshi (Kimchi) készítéséhez szárítják a csilipaprikát
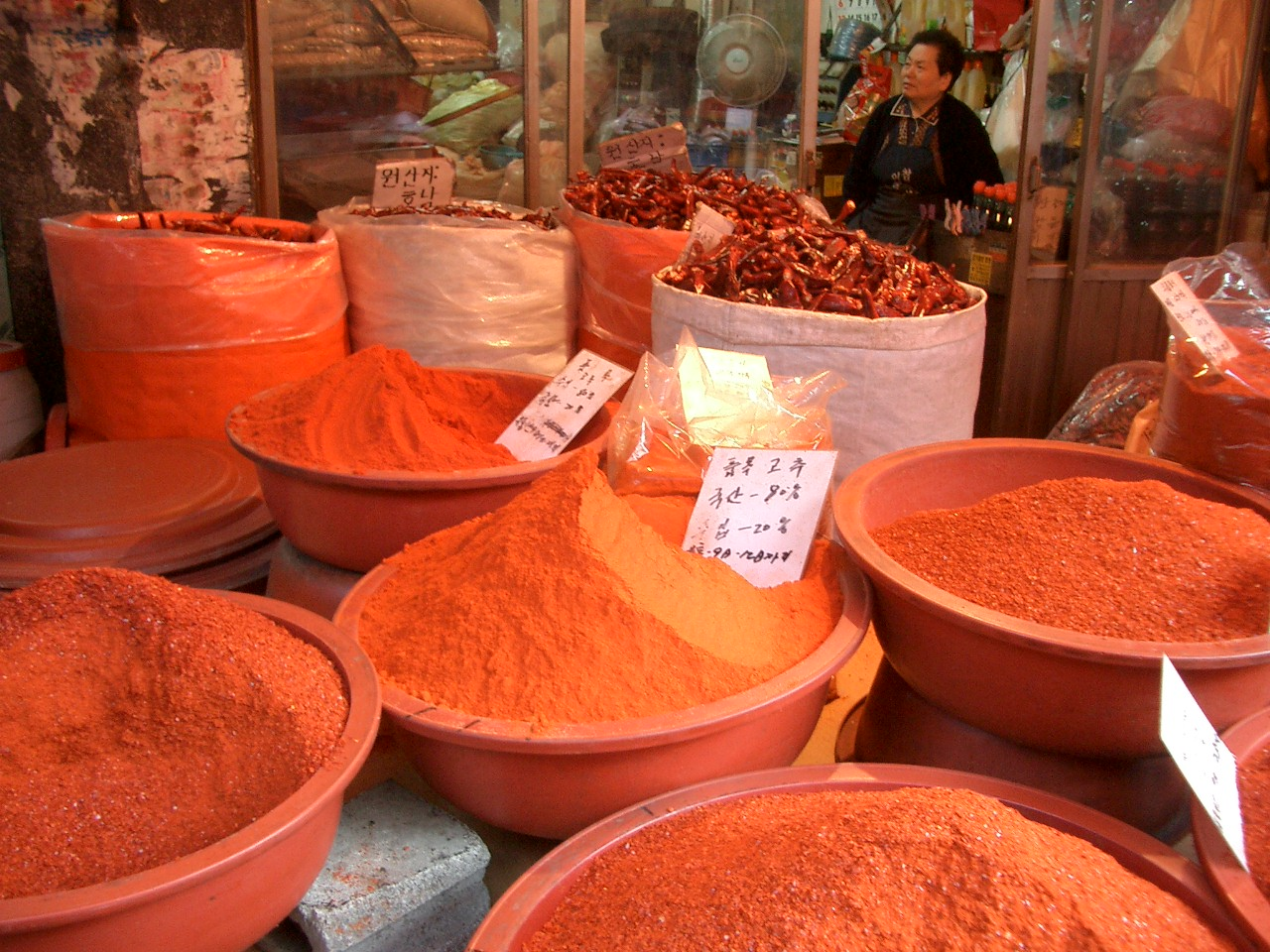
Őrölt csilipaprika
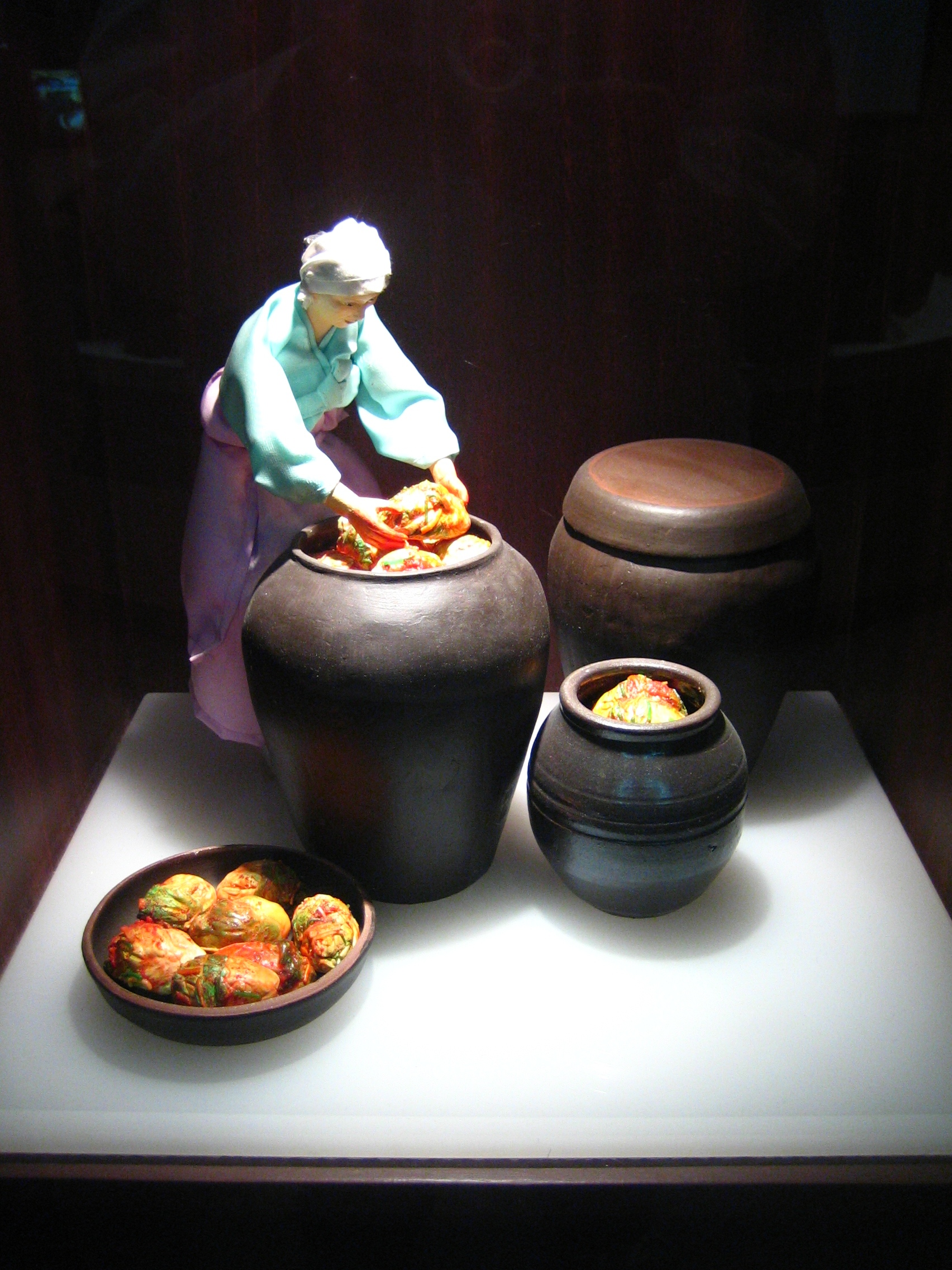
Kimcshi (Kimchi)készítéshez használt edények makettje a kimcshi (Kimchi)múzeumban
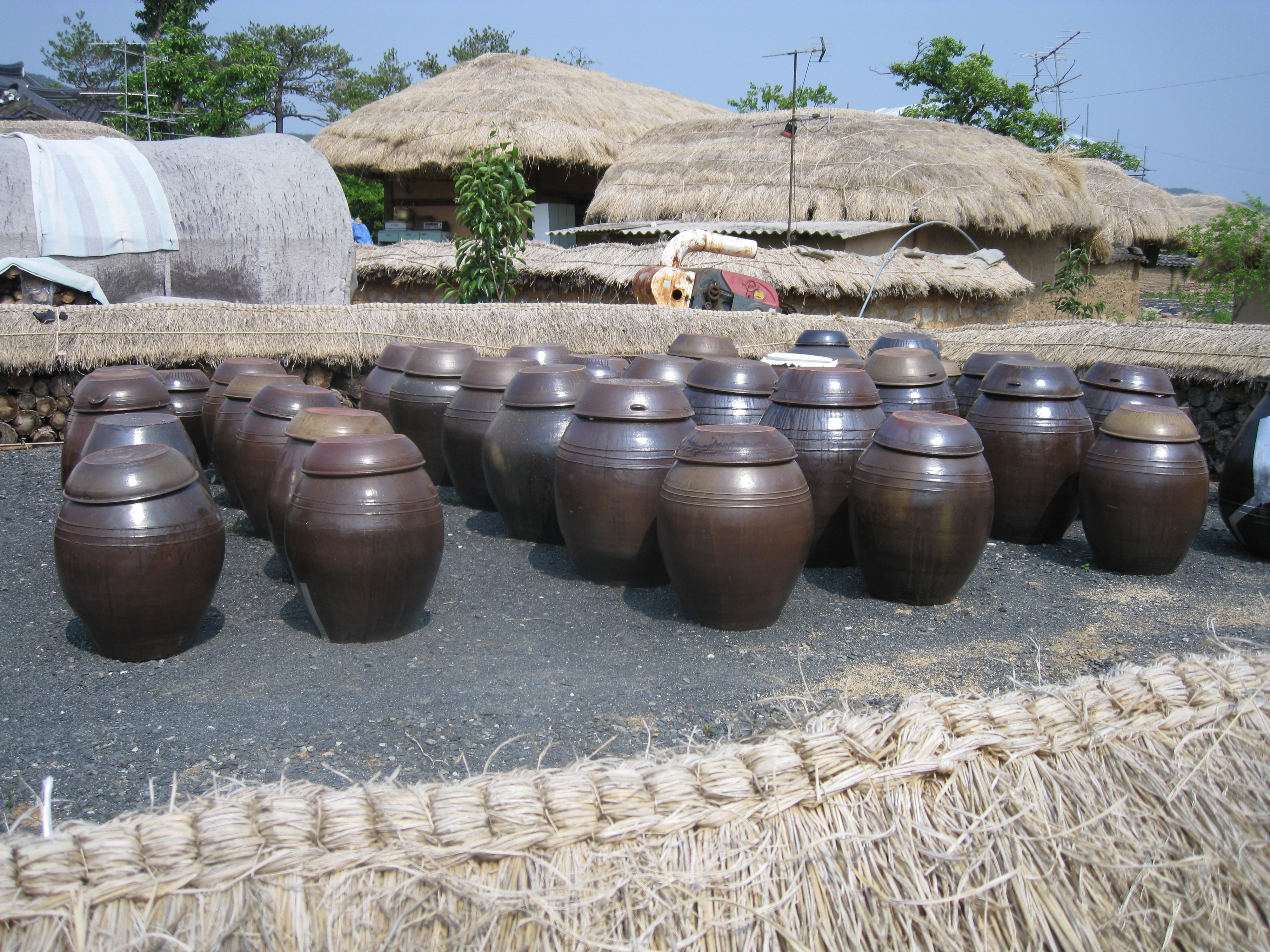
Kimcshi (Kimchi) és más erjesztett ételek tárolására alkalmazott agyagedények (onggi)

## Elkészítés
Hagyományosan a téli kimcshit, az úgynevezett kimdzsangot nagy agyagedényekben (onggi) tárolták a földben, hogy a téli hónapokban ne fagyjon meg, és a nyári hónapokban elég hűvös maradjon ahhoz, hogy az erjedési folyamat lassan történjen. Az edényeket a szabadban is tartják, speciális teraszokon (csangdokte). Manapság, főleg városon, inkább a speciálisan erre a célra készült hűtőszekrényekben történik az erjesztés.

## Típusok
| Főbb típusok                        | Főbb típusok | Főbb típusok |
| Név                                 | Hangul       | Leírás |
| ----------------------------------- | ------------ | --- |
| nabak kimcshi (nabak kimchi)        | 나박김치     | Vékonyra szeletelt daikon retekből és kínai kelből (배추, pecshu (baechu)) készül, lédúsabb.                                                |
| tongcshimi (dongchimi)              | 동치미       | Lédúsabb, kevésbé csípős, és kissé édes. |
| kotcsori (geotheori)                | 겉절이       | Frissen, azonnali fogyasztásra készített, nem erjesztett kimcshi (kimchi).                                                                  |
| kkaktugi (kkakdugi)                 | 깍두기       | Daikonretekből készül. |
| oi szobagi (oi sobagi)              | 오이 소박이  | Uborkát töltenek meg kínai metélőhagymával.                                                                                                 |
| cshonggak kimcshi (chonggak kimchi) | 총각김치     | Egész daikonretekből készül. |
| jolmu kimcshi (yeolmu kimchi)       | 열무김치     | Vékony, fiatal nyári retekből készül, erjesztve vagy anélkül.                                                                               |
| pha kimcshi (pa kimchi)             | 파김치       | Újhagymából készül, mjolcshidzsot (myeolchijeot)tal (szardellából készített erjesztett csot (jeot)). Csollában (Jeollában) a legnépszerűbb. |
| kat kimcshi (gat kimchi)            | 갓김치       | Szareptai mustár leveléből készült, mjolcshidzsot hozzáadásával.                                                                            |

## Ételek
- kimcshi pokkumbap (kimchi bokkeumbap)
- tubu kimcshi (dubu kimchi)